# Super Star Wars: Return of the Jedi
Super Star Wars: Return of the Jedi (en Japón Super Star Wars: Jedi no Fukushuu) es un videojuego desarrollado para la consola Super Nintendo tiene adjunto el prefijo "Super" para separarlo de los juegos de Star Wars hechos para la consola NES. El juego fue desarrollado por Lucas Arts y distribuido por JVC. Existe también una versión simplificada del juego para la consola portátil Game Boy.
En este juego muy fielmente basado en el juego original tenemos la oportunidad de poder jugar con los personajes principales de la obra original: Luke Skywalker, Leia Organa, Han Solo, Chewbacca, Wicket, sin mencionar los vehículos como el speeder.
Es un juego de plataformas en 2D en el que hay que derrotar a diversos enemigos hasta llegar con el jefe final, el cual es uno de los villanos de la cinta.
Cada personaje tiene diversos poderes como Luke que usa la fuerza ya sea para congelar, hacer volar su sable. Leia usa un látigo, un bastón o una pistola láser. Wicket con su arco.
Los ítems van desde vidas, iconos de Darth Vader que dan más puntaje, una pistola que incrementa el poder del blaster o bombas térmicas que destruyen a todos los enemigos en el escenario.
Los fondos están excelentes, igualmente las voces, los cinemas display están excelentemente bien recreados y realizados. los escenarios son prácticamente calcados de la cinta el modo de juego utiliza password para grabar los avances.
Sin duda es el juego más difícil de la trilogía y a la vez el más completo. Simplemente una obra de culto entre los juegos de plataforma y de la época.